# Вавта Вас
Вавта Вас (словен. Vavta vas) — поселення в общині Стража, регіон Південно-Східна Словенія, Словенія.